# Coussarea granvillei
Coussarea granvillei är en måreväxtart som beskrevs av Piero G. Delprete och B.M.Boom. Coussarea granvillei ingår i släktet Coussarea och familjen måreväxter.
Artens utbredningsområde är Franska Guyana. Inga underarter finns listade i Catalogue of Life.